# Acanthocinus xanthoneurus
Acanthocinus xanthoneurus är en skalbaggsart som först beskrevs av Étienne Mulsant och Claudius Rey 1852.  Acanthocinus xanthoneurus ingår i släktet Acanthocinus och familjen långhorningar. Inga underarter finns listade i Catalogue of Life.